# Tehama (Kalifornia)
Tehama város az Amerikai Egyesült Államok Kalifornia államában, Tehama megyében. Lakosainak száma 435 fő (2020. április 1.).

## Népesség
A település népességének változása:

| 2010 | 418 |
| 2020 | 435 |